# Affaire Abdelkader Ghedir
L'affaire Abdelkader Ghedir est une affaire judiciaire française concernant l'interpellation violente d'un homme, Abdelkader Ghedir, par des agents SNCF et des policiers en gare RER de Mitry-Mory (Seine-et-Marne) le 30 novembre 2004. La victime tombe dans le coma pendant sa garde à vue, et se réveille trois mois plus tard avec une incapacité permanente partielle qui sera estimée à 85 %. La justice française conclut à un non-lieu, confirmé en appel et en cassation en 2011, mais en 2018 la CEDH condamne la France à verser 6,5 millions d'euros à Abdelkader Ghedir, estimant qu'un « faisceau d'indices suffisant » permet de conclure qu'il a subi des mauvais traitements pendant son interpellation.

## Biographie de la victime
Abdelkader Ghedir est né en 1983.

## Faits
Le 30 novembre 2004 vers 20 heures, les policiers de Mitry-Mory et la Suge interviennent après avoir été prévenus de la présence de jeunes sur les voies qui jettent des pierres sur les trains. Selon la version des policiers, ceux-ci trouvent un jeune agité et alcoolisé et attendent le renfort des agents de la Suge pour arrêter Abdelkader Ghedir, un jeune homme de vingt et un ans, qui est conduit devant la gare par un groupe « composé indistinctement de policiers et d'agents de sécurité de la SNCF » (selon son avocat). Un des amis d'Abdelkader Ghedir explique au contraire que celui-ci cherchait à dissuader un homme ivre de marcher sur les voies et de lancer des pierres.
Abdelkader Ghedir est jeté au sol et reçoit des coups de genou, de matraque et de pied, provoquant des lésions cérébrales. Il ne tient plus debout quand les policiers le conduisent au commissariat de Villepinte. Il tombe dans le coma pendant sa garde à vue et est transporté à l'hôpital Beaujon de Clichy. Il sort d'un coma de stade 3 en mars 2005, mais garde de graves séquelles permanentes, tant motrices que cognitives et mentales,.

## Suites judiciaires
Le parquet de Meaux ordonne une enquête pour violences volontaires par personne chargée d'une mission de service public. En décembre 2004, trois agents de la Surveillance générale (Suge) de la SNCF sont placés en garde à vue et une information judiciaire est ouverte le 3 décembre,. Ils sont mis examen pour « violences volontaires » et l'un d'eux est écroué jusqu'au 28 juillet 2005. La préfecture de Seine-et-Marne rejette la demande de SOS Racisme de saisir l'IGPN, expliquant que les fonctionnaires de police sont « hors de cause », alors que les cheminots de la Suge affirment qu'Abdelkader Ghedir était indemne lorsqu'il a été confié aux policiers,.
Le 15 février 2010, la juge d'instruction chargée du dossier reprend à l’identique le réquisitoire définitif du procureur de la République et rend une ordonnance de non-lieu, confirmée en appel le 3 septembre 2010 2010. Elle considère que les blessures étaient antérieures à l'interpellation, et  observe que l’information n'a pas pu établir les circonstances exactes des faits ni en identifier les auteurs, mais qu'aucune investigation complémentaire n'est possible, tous les témoins identifiés ayant été entendus et Abdelkader Ghedir n’étant plus en mesure de fournir d'expliquer le déroulement des faits.
Le 27 septembre 2011, la cour de cassation rejette un pourvoi. Le délégué général de l’Action des chrétiens pour l’abolition de la torture estime alors que « cette décision met en lumière la tendance systématique de la justice française de donner raison aux forces de l’ordre dans les affaires de violences policières, où la parole des victimes est systématiquement mise en doute ».
En mars 2012, la commission d'indemnisation des victimes d'infractions demande le remboursement des 490 000 € perçus par la victime,.
Mais le 16 juillet 2015, la CEDH condamne la France, estimant qu'un « faisceau d'indices suffisant » permettait de conclure qu'Abdelkader Ghedir avait subi des mauvais traitements pendant son interpellation, et insistant sur les « éléments contradictoires et troublants » mis à jour par l'enquête,. En 2018, la CEDH condamne la France à verser à Abdelkader Ghedir 6,5 millions d'euros au titre des préjudices moraux et matériaux qu'il a subis.

## Documents
- Cour européenne des droits de l’homme, « AFFAIRE GHEDIR ET AUTRES c. FRANCE », sur hudoc.echr.coe.int, 16 octobre 2015